# Alternanthera peruviana
Alternanthera peruviana är en amarantväxtart som först beskrevs av Horace Bénédict Alfred Moquin-Tandon, och fick sitt nu gällande namn av Karl Suessenguth. Alternanthera peruviana ingår i släktet alternanter, och familjen amarantväxter. Inga underarter finns listade i Catalogue of Life.